# Avondale (Pennsylvania)
Avondale ist ein Borough im Chester County im US-Bundesstaat Pennsylvania. Das U.S. Census Bureau hat bei der Volkszählung 2020 eine Einwohnerzahl von 1.274 ermittelt.
Der Ort liegt im Südosten Pennsylvanias an der Grenze zu Delaware. Die Delaware State Route 7 endet hier, Wilmington liegt nur 20 Kilometer westlich.

## Persönlichkeiten
- Eric Bernotas (* 1971), Skeletonpilot
- Phillip Dutton (* 1963), Vielseitigkeitsreiter
- Thomas Eakins (1844–1916), Maler